# Kis-My-Journey
《Kis-My-Journey》는 일본 남성 아이돌 그룹, Kis-My-Ft2의 3번째 정규 음반이다.

## 개요
초회 생산 한정반 A, 초회 생산 한정반 B, 통상반, 키스마이샵반의 4형태로 발매.

### CD
1. " "3rd" Overture
2. Seven Journey
3. 3.6.5
4. Striker
5. ダイスキデス
6. FORM... (KITAYAMA HIROMITSU)
7. LU4E ～Last Song～ (FUJIGAYA TAISUKE)
8. Only One...  (TAMAMORI YUTA )
9. FIRE!!! (KITAYAMA HIROMITSU/ FUJIGAYA TAISUKE)
10. 棚からぼたもち (YOKOO WATARU/MIYATA TOSHIYA/NIKAIDO TAKASHI/SENGA KENTO-舞祭組)
11. ツバサ
12. 光のシグナル 빛의 신호
13. 僕らの約束

BOUNS TRACK (통상반만)
1. アゲてくぜ！

### 초회한정생산반 A
1. 「Seven Journey」 MUSIC VIDEO
2. 「Seven Journey」 메이킹영상（멤버에 의한 내레이션 수록！）
3. 레코딩 밀착 영상（멤버에 의한 내레이션 수록！）

### 초회한정생산반 B
1. 「3.6.5」 MUSIC VIDEO
2. 「3.6.5」 メイキング映像（ 멤버에 의한 내레이션 수록！）
3. 「Kis-My-TV」

멤버 전원에 의한 신 기획 시동！ 이번 테마 인 『Journey=여행』을 주제로、여러 가지 이야기를 전개해、그들의 본심에도 다가간다！ 게다가 멤버가 내레이션에도 첫 도전!

### 초회 한정 생산반 A/ 초회 한정 생산반 B
★호화20P 포토 부클렛

### 통산반 / 키스마이샵반
★호화20P 포토 부클렛

### 초회한정생산반 A/ 초회한정생산반 B/ 통산반 봉입 특전
-특전 응모 시리얼 봉입

### 초회한정생산반 A 봉입 특전
-오리지널 스티커 A 

★포치형 재킷（핑크）사양

### 초회한정생산반 B 봉입 특전
-오리지널 스티커 B 

★포치형 재킷（블루）사양

### 키스마이샵 오리지널 굿즈
-클리어파일（멤버 비주얼）